# 湘阴县人民政府
28°41′46″N 112°54′56″E / 28.69614°N 112.91545°E
湘阴县人民政府（简称湘阴县政府）是中华人民共和国湖南省岳阳市湘阴县的行政管理机关。现任县长是刘世奇，2021年10月上任。

## 历史

### 建立
1949年2月，中共中央华北局依照中共中央布署，以晋中区党委为主，组建晋中南下工作团，抽调干部随军南下接收南方城乡，成建制地组建地方政权。华国锋和张国权领导晋中南下工作团第一大队第五中队，华国锋任命为中共湘阴县委书记、张国权任命为湘阴县县长。
1949年6月初，渡江战役结束。6月28日，晋中南下工作团第一大队抵达湖北省武汉市的汉口，准备进入湖南省。上级正式宣布第五中队接管湘阴县。7月5日，中国人民解放军迅速向湘北、湘西南挺进，7月5日攻占临湘县，18日攻占平江县，20日攻占岳阳县。此时，中華民國政府在湘阴县的所有部队已撤离。中共地下党、解放社和地下武装已控制全县三分之二的区域。7月24日，湘北人民自救军已近逼湘阴县城。25日，县长吴剑真向全省发出通电，宣布脱离中華民國政府。同日，江南地下11师和中共地下党接管湘阴县城，宣告湘阴县和平解放。中共湘阴县工委召开会议，成立以吴剑真为主任，张煜、彭国梅为副主任，任纪汉、龙瓒等为委员的湘阴县人民政治临时委员会，下设秘书、军警、民运、宣传四个办事组，全面开展工作。27日，湘北人民自救军开赴县城参加接管。
1949年8月2日，华国锋和张国权率领晋中南下工作团第一大队第五中队抵达湘阴县。8月3日，在文庙大成殿召开会师会，会上由张国权主持，华国锋讲话，宣布成立湘阴县人民政府，替代湘阴县人民政治临时委员会。湘阴县人民政府下设人民政府办公室和政府相关机构。县长张国权，秘书裴新源，民政科科长张建邦、财政科科长刘秉谦、建设科科长梅国梅、教育科科长李养龄、中国人民银行湘阴支行经理赵庆成、公安局局长郑维亮、司法科科长张高生、税务局副局长李玉，并向全县发布布告。同时会上成立湘阴县支前指挥部，张国权任主任，华国锋任指挥长兼政委，下面设立民运，供应两个科，配备13名干部。明确入湘后的首要任务是“借粮支前”，支援人民解放军南进，解放大西南。8月4日，成立中国共产党湘阴县委员会，撤销中共湘阴县工委。华国锋主持召开县委会议，决定在县以下的城关、川山坪、汨罗、河西、锡安等地设立5个办事处，作为县委、县政府的派出机构。同时规定，所有办事处工作人员，一律按军事化行动，于8月8日至10日到岗到位。同时决定县政府办事机构的设置。成立宣传、民教、财粮、治安、金融贸易、武装等6个组，对口接管原县政府的工作。

## 历任县长
| 姓名   | 就任日期       | 卸任日期   | 备注  |
| ------ | -------------- | ---------- | ----- |
| 张国权 | 1949年8月2日   | 不详       |       |
| ……     |                |            |       |
| 周友庚 | 2003年3月      | 2007年12月 |       |
| 黎作凤 | 2007年12月     | 2014年4月  |       |
| 尹培国 | 2014年12月     | 2016年8月  |       |
| 李镇江 | 2016年8月      | 2021年7月  | [ 5 ] |
| 刘世奇 | 2021年10月25日 |            | [ 6 ] |